# Encalypta longicollis
Encalypta longicollis là một loài rêu trong họ Encalyptaceae. Loài này được Bruch mô tả khoa học đầu tiên năm 1832.